# Груде
Груде (хорв. Grude) — місто в західній частині Боснії і Герцеговини, центр однойменної громади, яка входить до Західногерцеговинського кантону Федерації Боснії і Герцеговини.

## Географія
Центр міста знаходиться за 100 км від Спліта, за 49 км від Мостара та за 19 км від міста Імотський.

## Демографія
У 1991 році муніципалітет майже на 100% був заселений хорватами.

## Відомі уродженці
- Мілан Бандич — шестиразовий мер Загреба
- Горан Марич — колишній міністр держмайна Хорватії
- Мірко Марич — хорватський футболіст